# Anacithara angulicostata
Anacithara angulicostata é uma espécie de gastrópode do gênero Anacithara, pertencente a família Horaiclavidae.